# Leyrieu
Leyrieu é uma comuna francesa na região administrativa de Auvérnia-Ródano-Alpes, no departamento de Isère. Estende-se por uma área de km², com 643 habitantes, segundo os censos de 1999.